# كلاب آل باسكرفيل
"كلاب آل باسكرفيل" هي الحلقة الثانية من الموسم الثاني من المسلسل الدرامي الإجرامي الخاص بشركة بي بي سي شرلوك، والذي يتبع مغامرات شارلوك هولمز في العصر الحديث، وقد بُثَّ لأول مرة على بي بي سي الأولى في 8 يناير 2012. وقد كتبه مشتركون. -المخرج مارك جاتس، الذي يصور أيضًا مايكروفت هولمز -شقيق شيرلوك في المسلسل- وإخراج بول ماكجيجان. الحلقة عبارة عن اقتباس معاصر من كلب آل باسكرفيل، أحد أشهر أعمال السير آرثر كونان دويل.
في هذه الحلقة يتولى شيرلوك (بنديكت كومبرباتش) وشريكه في حل الجرائم جون واتسون (مارتن فريمان) في حل قضية هنري نايت (راسل توفي)، الذي شهد قبل 20 عامًا القتل الوحشي لوالده على يد "كلب ضخم" على دارتمور. يقود التحقيق الثنائي إلى باسكرفيل، وهي قاعدة أبحاث عسكرية. في الختام ، تم الكشف عن أن كلاب الصيد كانت عبارة عن صور ناتجة عن عقار يغير العقل، وهو سلاح كيميائي كان منشئه في الواقع القاتل الحقيقي لوالد هنري.
شعر غاتس بمسؤولية أكبر بسبب شعبية الرواية في تضمين عناصر مألوفة من القصة أكثر مما شعر به عند تكييف القصص الأقل شهرة. كان الهدف من النص هو متابعة عناصر من نوع الرعب وجعل الحلقة مخيفة. ركزت حبكة مارك غاتس على المزيد من الرعب المعاصر ونظريات المؤامرة والتعديل الجيني، على عكس قصص الأشباح التقليدية. صُوِّرت الحلقة طوال شهر مايو 2011، مع لقطات إضافية في أواخر أغسطس. وقع إطلاق النار في الموقع في الغالب عبر جنوب ويلز، على الرغم من إطلاق النار على أجزاء في دارتمور. تم إنشاء كلب الصيد باستخدام المؤثرات البصرية.
بعد بثها على بي بي سي الأولى، تلقت الحلقة أرقامًا موحدة بلغت 10.266 مليون مشاهد في المملكة المتحدة. هذا التصنيف، على الرغم من انخفاض طفيف عن الحلقة السابقة، لا يزال يمثل ثاني أكبر جمهور في التلفزيون البريطاني في الأسبوع الذي بُثَّ فيه. كان رد الفعل النقدي تجاه الحلقة إيجابيًا إلى حد كبير، حيث أشاد المراجعون بكل من التحديث على الرواية وإخلاصه اللوني للأصل. أشاد النقاد بكومبرباتش، وفريمان، وتوفي، بالإضافة إلى تسلسل "قصر العقل" لشيرلوك.